# Teófilo Otoni (gemeente)
Teófilo Otoni is een stad en gemeente in Brazilië en ligt in het noordoosten van de deelstaat Minas Gerais. In 2022 waren er 137.418 inwoners. Ze ligt 130 kilometer ten noorden van de stad Governador Valadares en 479 kilometer ten noorden van Belo Horizonte. De stad werd in 1858 gesticht door Duitse kolonisten.

## Aangrenzende gemeenten
De gemeente grenst aan Ataleia, Carlos Chagas, Catuji, Frei Gaspar, Itaipé, Itambacuri, Ladainha, Novo Oriente de Minas, Ouro Verde de Minas, Pavão en Poté.

## Religie
De stad is de zetel van het rooms-katholieke bisdom Teófilo Otoni.

## Geboren
- Frederico Chaves Guedes, "Fred" (1983), voetballer